# Мексиканська асоціація виробників фонограм і відеограм
Мексиканська асоціація виробників фонограм і відеограм (ісп. Asociación Mexicana de Productores de Fonogramas y Videogramas, англ. Mexican Association of Producers of Phonograms and Videograms, A.C., AMPROFON) — асоціація, що представляє інтереси звукозаписної індустрії Мексики. Заснована 3 квітня 1963.

## Сертифікація
| Формат                       | Статус  | Статус  | Статус    | Статус            |
| Формат                       | Золото  | Платина | Діамант   | Нотатки           |
| ---------------------------- | ------- | ------- | --------- | ----------------- |
| Альбом                       | 40,000  | 80,000  | 400,000   | З 1 січня 2008    |
| Альбом                       | 50,000  | 100,000 | 500,000   | До 31 грудня 2007 |
| Альбом                       | 75,000  | 150,000 | 500,000   | До 30 червня 2003 |
| Альбом                       | 100,000 | 250,000 | 500,000   | З 1 січня 2000    |
| Альбом                       | 100,000 | 250,000 | 1,000,000 | До 31 грудня 1999 |
| Цифровий альбом              | 5,000   | 10,000  |           |                   |
| Цифровий альбом (Pre-loaded) | 50,000  | 100,000 | 400,000   | З 1 червня 2008   |
| Цифровий альбом (Pre-loaded) | 50,000  | 100,000 | 500,000   | До 31 травня 2008 |
| Цифровий трек                | 1,500   | 3,000   |           |                   |
| Цифровий трек (Pre-loaded)   | 50,000  | 100,000 | 500,000   |                   |
| Музичний DVD                 | 10,000  | 20,000  |           |                   |
| Кліп (Pre-loaded)            | 50,000  | 100,000 | 500,000   |                   |
| Рингтон                      | 10,000  | 25,000  | 250,000   |                   |

## Чарти
- Main Top 100 Albums Chart: чарт 100 найкращих продажів альбомів в Мексиці. Сюди входять всі типи альбомів, навіть міні-альбоми.
- International Albums Chart: чарт 20 найкращих продажів зарубіжних альбомів. Сюди входять як і англомовні, так і іспаномовні альбоми.
- Popular Music Albums Chart: чарт 20 найкращої музики в регіоні.
- Latin Albums Chart: чарт 20 найкращих альбомів іспанською мовою. Вони можуть бути і мексиканськими, і закордонними.